# The Last Showgirl
The Last Showgirl (L'última corista) és una pel·lícula dramàtica nord-americana de 2024 dirigida per Gia Coppola i escrita per Kate Gersten. És protagonitzada per Pamela Anderson, Jamie Lee Curtis, Dave Bautista, Brenda Song, Kiernan Shipka i Billie Lourd.
Es va estrenar al Festival Internacional de Cinema de Toronto el 6 de setembre de 2024.

## Trama
Durant més de trenta anys, Shelley (Pamela Anderson) ha estat una corista de Las Vegas, la peça central adornada amb plomes i cristalls de l'últim espectacle de cabaret tradicional de Sin City. L'escenari i les dones amb qui el comparteix són la seva família amorosa, discutida i vestida de lluentons. Quan el director d'escena Eddie (Dave Bautista) anuncia que l'espectacle tancarà definitivament en dues setmanes, Shelley i les seves companyes de feina han de prendre decisions per al seu futur. Però el futur sembla diferent quan tens 50 anys en lloc de 20 i la teva única habilitat laboral és ballar.
Emocionalment desconcertada, Shelley intenta reconnectar amb una filla que gairebé no coneix, cosa que resulta tan difícil com perdre l'única feina que mai ha tingut. Reforçada per la seva millor amiga Annette (Jamie Lee Curtis), una descarada cambrera de còctels que riu una mica massa fort i massa sovint, Shelley ha de trobar el seu lloc en un món al que havia tancat la porta (de l'escenari) anys abans.

## Repartiment
- Pamela Anderson com a Shelley
- Jamie Lee Curtis com a Annette, una cambrera i antiga corista
- Dave Bautista com a Eddie, productor de la revista
- Brenda Song com a Marianne, una corista
- Kiernan Shipka com a Jodie, una corista
- Billie Lourd com a Hannah, la filla de Shelley
- Jason Schwartzman com a director que rebutja el càsting de Shelley

## Producció
El febrer de 2024, quan s'havia acabat la fotografia principal, es va anunciar que una pel·lícula dramàtica titulada The Last Showgirl estava sent dirigida per Gia Coppola i escrita per Kate Gersten. Pamela Anderson, Jamie Lee Curtis, Dave Bautista, Brenda Song, Kiernan Shipka i Billie Lourd formaven part del repartiment principal. Va ser rodada en 18 dies. El maig de 2024, en dona a conèixer les primeres imatges de la pel·lícula, les empreses de distribució Goodfellas i <i>Utopia</i>, aquesta cofundada pel cosí de Coppola, un cop eliminat Robert Schwartzman, va anunciar que s'unirien per gestionar les vendes internacionals de la pel·lícula, que ja havia generat molt d'interès entre les distribuïdores, al Marché du Film.
El guió va ser una adaptació de l'obra no produïda Body of Work (desenvolupada al Roundabout Theatre) que Gersten havia escrit juntament amb les seves visites a l'espectacle Jubilee! abans que tanqués.
Miley Cyrus va gravar la cançó "Beautiful That Way" per a la pel·lícula, coescrita amb Andrew Wyatt i Lykke Li.

## Distribució
Es va estrenar al Festival Internacional de Cinema de Toronto el 6 de setembre de 2024. També va arribar a la llista de competició principal del 72è Festival Internacional de Cinema de Sant Sebastià. El 27 de setembre, Roadside Attractions va adquirir els drets de distribució de la pel·lícula. Uns dies més tard es va anunciar que Sony Pictures Worldwide Acquisitions havia adquirit tots els drets de distribució internacional restants de la pel·lícula, inclosos Amèrica Llatina, França, Escandinàvia, Grècia, Portugal, Turquia, Israel, Europa de l'Est, excepte Polònia, Àsia i Àfrica.

## Recepció
La pel·lícula té un 81% de puntuació "Fresca" a l'agregador de ressenyes Rotten Tomatoes, basat en 47 ressenyes amb una puntuació mitjana de 7,4/10. Metacritic, que utilitza una mitjana ponderada, va assignar a la pel·lícula una puntuació de 71 sobre 100, basada en 11 crítiques, indicant comentaris "generalment favorables".

### Premis
| Premi                                             | Data lliurament        | Categoria                | Destinataris                     | Resultat  | Ref.   |
| ------------------------------------------------- | ---------------------- | ------------------------ | -------------------------------- | --------- | ------ |
| Festival Internacional de Cinema de Sant Sebastià | 28 de setembre de 2024 | Conquilla d'Or           | The Last Showgirl                | Nominat   | [ 14 ] |
| Festival Internacional de Cinema de Sant Sebastià | 28 de setembre de 2024 | Premi especial del jurat | Repartiment de The Last Showgirl | Guanyador | [ 15 ] |